# Arçelik
Arçelik este o companie turcă înființată în anul 1954, care produce frigidere, mașini de spălat rufe, mașini de spălat vase, mașini de gătit,  aspiratoare și televizoare, fiind liderul pieței locale de electrocasnice, a cincea mare piață de electrocasnice din Europa. Arçelik este acționar principal al companiilor Blomberg, Elektra Bregenz, Tirolia, Leisure Flavel și Arctic.
Arçelik este al treilea mare producător de electrocasnice din Europa și al șaptelea din lume. De asemenea, este și membru al grupului Koç, cea mai mare corporație din Turcia.
Număr de angajați în 2008: 17.000
Cifra de afaceri în 2006: 3,9 miliarde Euro